# Giuliano Giuliani
Giuliano Giuliani (* 29. September 1958 in Rom; † 14. November 1996 in Bologna) war ein italienischer Fußballspieler auf der Position eines Torhüters. Er spielte für den US Arezzo, den AC Como, Hellas Verona, den SSC Neapel und Udinese Calcio. Mit Napoli wurde Giuliani in der Saison 1989/90 italienischer Fußballmeister und gewann im Jahr zuvor den UEFA-Pokal.

## Karriere
Giuliano Giuliani begann mit dem Fußballspielen im Trikot des US Arezzo in der Toskana. Für Arezzo spielte der Torhüter von 1976 bis 1980 vornehmlich in der zweitklassigen Serie B Fußball, nachdem er zuvor bereits die Jugendabteilung des Vereins besucht hatte. Giuliani kam in diesen vier Jahren auf 52 Ligaspiele für den US Arezzo und musste in diesen Ligaspielen nur 35 Gegentore hinnehmen, was ihn ins Blickfeld größerer Fußballklubs in Italien rückte. Im Jahr 1980 erhielt er ein Angebot des Erstligaaufsteigers AC Como, das er auch annahm. In Como avancierte Giuliano Giuliani sofort zum Stammtorhüter und verhalf den Norditalienern in der Saison 1980/81 zum Erreichen des Klassenerhaltes mit Platz dreizehn, punktgleich mit dem ersten Absteiger Brescia Calcio. In der Folgesaison musste der AC Como mit Giuliani im Tor allerdings den Gang in die Zweitklassigkeit antreten, nachdem man in der Serie A 1981/82 Letzter wurde. Nachdem der direkte Wiederaufstieg verpasst wurde, gelang dies in der Serie B 1983/84, sodass der AC Como in der Spielzeit 1984/85 wieder erstklassig spielte. Mit nur 27 Gegentreffern – in diesem Belang konnte sich Como mit den besten Mannschaften der Liga messen – allerdings auch nur siebzehn eigenen Torerfolgen, entsprang am Ende der Saison der Klassenerhalt mit drei Zählern vor Ascoli Calcio.
Während der AC Como die Klasse hielt, wurde Hellas Verona 1985 zum ersten und bis heute einzigen Mal italienischer Fußballmeister. Deren Trainer Osvaldo Bagnoli benötigte einen Ersatz für den nach Neapel abgewanderten Meisterkeeper Claudio Garella und fand diesen in Giuliano Giuliani. Daraufhin stand Giuliani von 1985 bis 1988 bei Hellas Verona unter Vertrag. Er erlebte im Trikot des Vereins den langsamen Abwärtstrend von Il Verona di Bagnoli, es wurden nurmehr Platzierungen im Mittelfeld der Serie A erreicht. Giuliani machte 86 Ligaspiele für Hellas Verona, musste aber auch stolze 85 Gegentore hinnehmen. Dennoch weckte er das Interesse des SSC Neapel, wo man Garella ersetzen musste, der zu Udinese Calcio gegangen war.
Als Torhüter des SSC Neapel verlebte Giuliano Giuliani seine erfolgreichsten Zeit als Fußballspieler. Mit der großen Mannschaft des SSC um Diego Maradona, Careca und Andrea Carnevale holte man in der Saison 1988/89 den UEFA-Pokal nach Kampanien, was den bis dato größten Erfolg für den Verein bedeutete. Im Endspiel wurde dabei der deutsche Vertreter VfB Stuttgart mit 2:1 im heimischen Stadio San Paolo und 3:3 im Neckarstadion zu Stuttgart bezwungen. Giuliano Giuliani stand in beiden Finalspielen im Tor des SSC Neapel. Generell spielte er als Stammkeeper während seiner Zeit bei Napoli und brachte es auf 64 Spiele für den Klub. Ein Jahr nach dem Triumph im UEFA-Pokal war Giuliano Giuliani als Keeper des SSC Neapel auch in der nationalen Meisterschaft erfolgreich. Die Mannschaft von Trainer Alberto Bigon gewann die Serie A 1989/90 durch einen ersten Platz, zwei Punkte vor Titelverteidiger AC Mailand. Im Allgemeinen bildete die Saison 1989/90 mit dem anschließenden 5:1 im Superpokal gegen Juventus Turin den Höhepunkt der erfolgreichsten Ära des SSC Neapel überhaupt, danach ging es schnell bergab mit dem Verein.
Giuliano Giuliani indes erlebte den Niedergang des SSC Neapel nicht mehr. Er ging im Sommer 1990 zu Udinese Calcio und wurde dort im Tor Nachfolger von Claudio Garella, den er nunmehr zum dritten Mal bei einem Verein beerbte. Für Udine hielt Giuliani drei weitere Jahre zunächst zwei Jahre in der Serie B und zum Karriereabschluss noch eine Spielzeit in der Serie A, wo er Udinese Calcio zum Klassenerhalt verhalf. Nach Ablauf der Saison 1992/93 beendete Giuliano Giuliani seine aktive Laufbahn als Fußballtorhüter im Alter von 35 Jahren.

## Tod
Nur drei Jahre nach seinem Karriereende wurde bei Giuliano Giuliani die Immunschwächekrankheit AIDS festgestellt. An dieser Krankheit verstarb der ehemalige Torhüter am 14. November 1996 mit nur 38 Jahren in Bologna. Er hinterließ seine Frau, die italienische Fernsehmoderatorin Raffaella Del Rosario.
Raffaella Del Rosario warf im Jahre 2003 dem ehemaligen Präsidenten des SSC Neapel, Corrado Ferlaino, Doping vor und brachte dies in Zusammenhang mit dem Tod ihres Mannes. Ferlaino bestritt diese Vorwürfe und sagte aus, dass es niemals Doping in der Mannschaft des SSC Neapel jener Jahre gab und dass er keine Haftung für den Tod von Giuliano Giuliani übernahmen könne. Auch Del Rosario bekannte später, dass die Anschuldigungen gegen Ferlaino erfunden gewesen seien.

## Erfolge
- UEFA-Pokal: 1×

1988/89
- Italienische Meisterschaft: 1×

1989/90